# Optivus elongatus
Optivus elongatus – gatunek ryby z rodziny gardłoszowatych (Trachichthyidae).